# Toge party

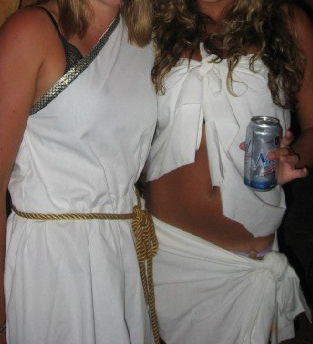
Les toges féminines des toges parties sont moins pudiques que les véritables toges romaines

Une toge partie (anglais toga party) est un type particulier de fête costumée où tout le monde porte une toge, ou une imitation de toge (souvent faite à partir d'un drap de lit), et des sandales. C'est une mode populaire sur les campus universitaires aux États-Unis et au Canada, qui fait son apparition sur les campus français.
Des toges parties ont été représentées en 1978, dans le film American College (National Lampoon's Animal House), qui en a fait une pratique répandue et durable. Ivan Reitman, un des producteurs du film, a été à l'Université McMaster et a résidé à Whidden Hall, réputé le lieu d'origine de la toge partie.
En fait, la première dame des États-Unis Eleanor Roosevelt avait organisé longtemps auparavant une toge partie pour se moquer des fidèles de "César", son mari le président Franklin D. Roosevelt.